# SdKfz 253
SdKfz 253 lätt bepansrat eldledningsfordon. Fordonet som tillverkades av Demag i 285 exemplar mellan mars 1940 och juni 1941. Användes av Sturmgeschützförband för eldledning. Var utrustat med radioanläggning av typ FuG15 och FuG16. Tilldelades Sturmartillerie batterier 640, 659, 660, and 665 inför invasionen av Frankrike.

## Egenskaper
Vagnen använde samma grundchassi som SdKfz 250 men hade kraftigare pansar runt om men också ett tak över besättningens utrymme. Observationer av mål och egna pjäsers nedslag utfördes med en batterikikare från en stor cirkulär lucka i taket.